# Tell Abqain
Tell Abqain (o tell Abqa'in) és un lloc del Baix Egipte a uns 75 km al sud-est d'Alexandria i a uns 5 km a l'est de la ciutat de Hosh Isa, governadorat de Bahriya, on hi el que podrien ser les restes d'una fortalesa defensiva que probablement va construir Ramsès II.
Tell Abqa'in fou descobert el 1903 per Daressy. El lloc fou visitat per Habachi el 1941. Des del 1996 està essent excavat per un equip de la Universitat de Liverpool dirigit per Susanna Thomas.